# Josep Amargós i Samaranch

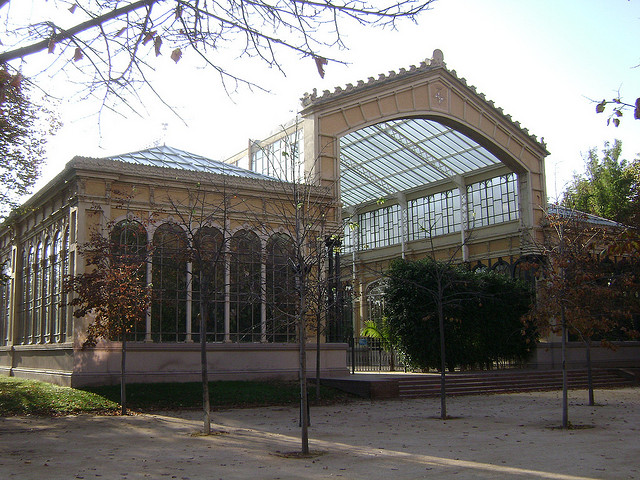
Hibernacle im Parc de la Ciutadella

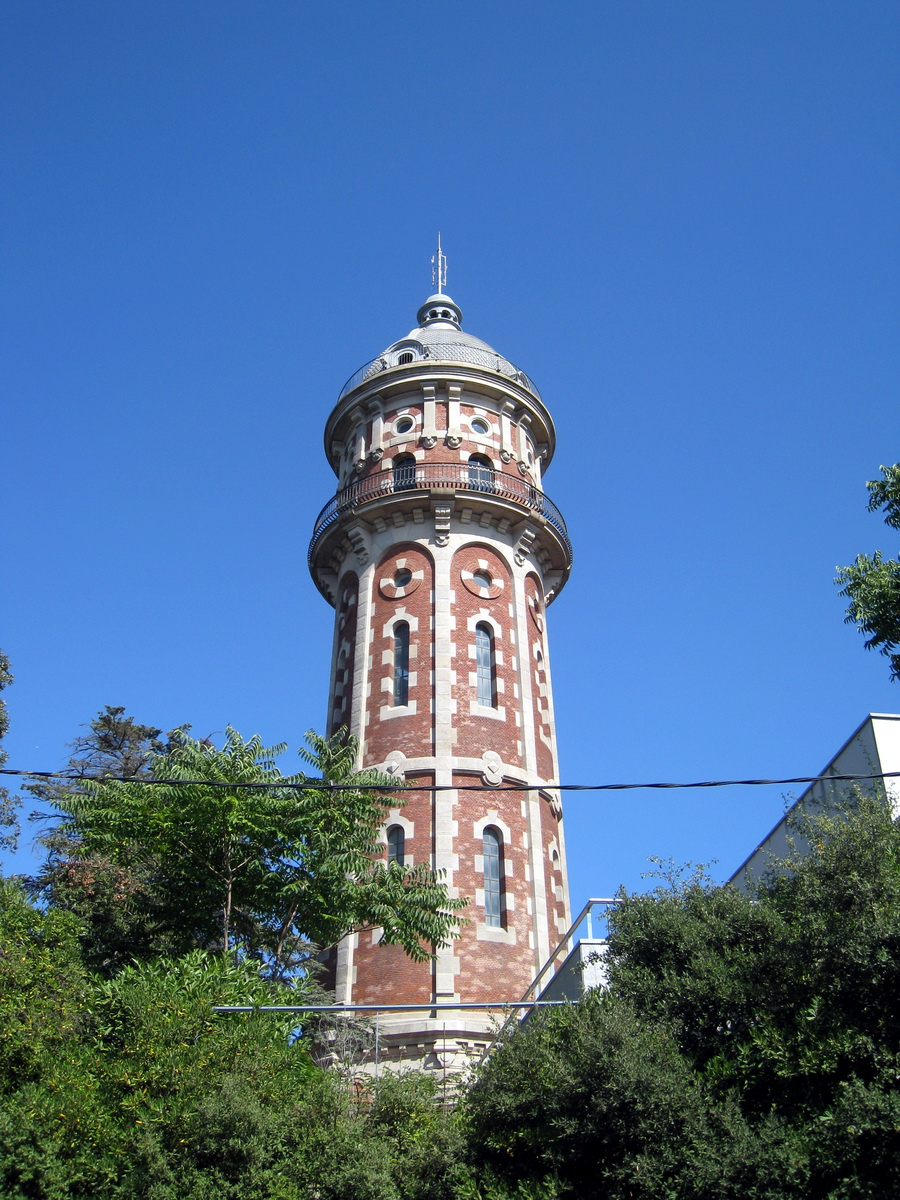
Wasserturm auf dem Tibidabo

Josep Amargós i Samaranch (* 1849 in Barcelona; † 1918 ebenda) war ein katalanischer Architekt, der als einer der Väter des Modernisme gilt.
Er war zunächst Baumeister und erwarb erst danach den Titel eines Architekten.
In Barcelona trat er vor allem als Städteplaner hervor, besonders im Bereich des Montjuïc: Stadtplanung Poble Sec am Fuß des Montjuïc, gemeinsam mit Narcís Arán und Josep Fontserè (1870); prämiertes Urbanisationsprojekt am Montjuïc (1894, später im Zuge der Weltausstellung 1929 teilweise stark verändert ausgeführt); sowie ein komplexer, nicht realisierter Entwurf für die Umgestaltung der Plaça d’Espanya (1915).
Josep Amargós war Assistenz-Professor an der Escola de Belles Arts, seiner Berufung zum ordentlichen Professor ist er nicht nachgekommen.

## Werke
Seine wichtigsten realisierten Projekte sind:
- Hibernacle (Gewächshaus) im Parc de la Ciutadella (1884), errichtet für die Weltausstellung im Jahr 1888 in Barcelona
- Wasserturm (Torre de les Aigües de Dos Rius 1902) auf dem Tibidabo in Barcelona
- zentrales Wasserpumpwerk (1903–1907) in Cornellà de Llobregat, Barcelona (seit 2004 Agbar Wassermuseum)

## Nachweise
1. 1 2 3  Ruta Europea del Modernisme

| Personendaten    | Personendaten                                      |
| ---------------- | -------------------------------------------------- |
| NAME             | Amargós i Samaranch, Josep                         |
| KURZBESCHREIBUNG | spanischer Architekt des katalanischen Modernismus |
| GEBURTSDATUM     | 1849                                               |
| GEBURTSORT       | Barcelona                                          |
| STERBEDATUM      | 1918                                               |
| STERBEORT        | Barcelona                                          |